# دولنو تسروونه
دولنو تسروونه (به بلغاری: Dolno Tserovene) یک منطقهٔ مسکونی در بلغارستان است که در استان مونتانا واقع شده‌است.
 دولنو تسروونه  ۸۵۸ نفر جمعیت دارد و ۱۳۹ متر بالاتر از سطح دریا واقع شده‌است.